# Leon Jerovec
Leon Jerovec, slovenski ekonomist in tekstilni tehnolog, * 2. julij 1908, Ljubljana, † (8. januar) 2000, Ljubljana.
Študiral je na Višji tekstilni šoli v Brnu in na Visoki šoli za trgovino na Dunaju; tu je leta 1932 diplomiral in 1934 doktoriral. Pred vojno je bil zaposlen v kranjski tekstilni tovarni Jugočeška (1926-1928) in v beograjskem Jugokolorju (1936-1941). Med vojno je bil revizor pri ustanovi Deutsche Revision und Treuhand AG na Dunaju.
Z odločbo "uprave grada Beograda" 24.septembra 1940 je postal prvi "privredni savjetnik" tj.  gospodarski svetovalec Jugoslavije in stalni sodni izvedenec za okrožno in trgovsko sodišče v Beogradu.  Po osvoboditvi je bil v letih 1947-1953 finančni revizor na Glavni direkciji tekstilne industrije v Ljubljani, 1953-1955 komecialni direktor Ljubljanskega velesejma, 1956-1960 vodja ekonomskega oddelka tekstilnega inštituta v Mariboru, 1960-1964 pomočnik direktorja Kemijskega inštituta Boris Kidrič v Ljubljani in od 1964 izredni ter 1968 redni profesor na oddelku za tekstilno tehnologijo Fakultete za naravoslovje in tehnologijo v Ljubljani. Je avtor več strokovnih in izvedenskih del s področja ekonomike, tekstilnega gospodarstva, organizacije dela, produktivnost, trženja in finančnega poslovanja. Napisal je več strokovni in objavil okoli 90 znanstvenih in strokovnih člankov. 

## Izbrana bibliografija
- Studija o razvoju kemičnih vlaken (COBISS)
- Obračun proizvodnje in njegova analiza : obravnava z vidika gospodarnosti v podjetju  (COBISS)

Po odhodu v pokoj je napisal in izdal še knjige:
- Žaba na maslu (življenjepis-avtobiografija) 1992 (druga dopolnjena izdaja 1998)
- Humanost namesto nevoščljivosti 1993;
- Prihaja tretje tisočletje 1995;
- Za uspešno in srečno Slovenijo 1999